# Riding Bean
Riding Bean (ライディング・ビーン?) es una serie de manga escrita por Ken'ichi Sonoda. Ha sido adaptada a un OVA de un único capítulo.

## Argumento
Bean Bandit es un cazarrecompensas que toma trabajos tanto para la ley como para los que van en contra de ella.

### Personajes
- Bean Bandit
- Rally Vincent
- Semmerling
- Percy
- Dick
- Chelsea
- Carrie
- George Grimwood

## Contenido de la Obra

### Manga
Ha sido publicado en la revista Anime V de la editorial Gakken entre septiembre de 1988 y febrero de 1989. Dainihon Kaiga publicó la obra entre diciembre de 1988 y octubre de 1989 en la revista Monthly Comic Noizy. En el mes de junio de 1989 fue publicado un único tomo.

### OVA
El estudio Anime International Company produjo un episodio en formato OVA que fue lanzado el 22 de febrero de 1989.
En los países de habla inglesa, el OVA fue licenciado por AnimEigo, ditribuído por Madman Entertainment (Australia) y MVM (Reino Unido), doblado por Southwynde Studios y transmitido por el siotio web de Hulu. En Italia, el OVA fue distribuido por Dynit. Por último, en Alemania, fue distribuido por ACOG y OVA Films, y doblado por Aaron Synchros. También fue doblado en catalán y emitido por el Canal 33 dentro del programa Manga en los años 90.

#### Equipo de Producción
- Director: Yasuo Hasegawa
- Música: David Garfield
- Diseño de personajes: Ken'ichi Sonoda
- Director de Arte: Hiroaki Satō
- Director de Fotografía: Kazuhiro Konishi
- Productor Ejecutivo: Junji Fujita
- Productores: Hiroshi Tazaki y Tōru Miura

#### Reparto
| Personaje        | Seiyū Original (Japón) | Actor de Voz (Estados Unidos) | Doblaje catalán |
| ---------------- | ---------------------- | ----------------------------- | --------------- |
| Bean Bandit      | Hideyuki Tanaka        | J. Patrick Lawlor             | Marc Zanni      |
| Rally Vincent    | Naoko Matsui           | Brennan MacKenzie             | Carme Abril     |
| Semmerling       | Mami Koyama            | Barbara Lewis                 | Montse Puga     |
| Carrie           | Megumi Hayashibara     | Susan McQueen                 | Geni Rey        |
| Chelsea Grimwood | Chieko Honda           | Mary Boucher                  | Ana Maria Camps |
| Percy            | Kei Tomiyama           | David Kraus                   | Ramon Puig      |
| Dick             | Nobuo Tobita           | Adam Guzman                   | ???             |
| George Grimwood  | Jun Hazumi             | David Arnold                  | Toni Sevilla    |

#### Banda sonora
- Opening: Road Buster por Phil Perry.
- Ending: Runnin' the Road por Phil Perry.